# Wolfgang Harich
Wolfgang Harich (Königsberg, 3 de diciembre de 1923 – Berlín, 21 de marzo de 1995) fue un filósofo, periodista y crítico literario alemán. 
Tras la Segunda Guerra Mundial, Harich trabajó como periodista y crítico teatral para el Berliner Kurier y el Täglichen Rundschau. Afiliado al Partido Socialista Unificado de Alemania, fue nombrado profesor de filosofía de la Humboldt Universität en 1948. En 1953 editó Deutsche Zeitung für Philosophie con Ernst Bloch, a quien unía una larga amistad, lo mismo que con Lukács y Bertolt Brecht. Fue arrestado en 1956 y sentenciado a ocho años de prisión por el "establecimiento de un grupo conspiratorio contrarrevolucionario", creado para la democratización de la República Democrática Alemana, siguiendo el espíritu de la revolución húngara de 1956. Liberado en 1964 y nunca reincorporado a la vida académica, no sería rehabilitado hasta 1990. En 1994 se afilió al Partido del Socialismo Democrático. Hasta entonces trabajó como editor en las editoriales Aufbau y Akademie, donde editó las obras de Feuerbach, y como crítico intervino en debates literarios y teatrales con autores como Heiner Müller.
Por su obra ¿Comunismo sin crecimiento?, en la que propuso un "comunismo homeostático", Harich es considerado hoy un precursor del ecosocialismo y de las teorías de decrecimiento. 
Estuvo casado con la actriz Isot Kilian y la actriz y cantante Gisela May. 
Está enterrado en el cementerio protestante Friedhof III der Jerusalems- und Neuen Kirchengemeinde, en el barrio de Kreuzberg, Berlín.

## Publicaciones
- Rudolf Haym und sein Herderbuch. Beiträge zur kritischen Aneignung des literaturwissenschaftlichen Erbes. Berlín: Aufbau-Verlag, 1955
- Jean Pauls Kritik des philosophischen Egoismus. Belegt durch Texte und Briefstellen Jean Pauls im Anhang. Frankfurt: Suhrkamp Verlag, 1968
- Zur Kritik der revolutionären Ungeduld. Eine Abrechnung mit dem alten und dem neuen Anarchismus. Basel: Edition Etcetera, 1971. (Traducción castellana: Crítica de la impaciencia revolucionaria. Barcelona: Crítica, 1988. Traducción de Antoni Domènech)
- Jean Pauls Revolutionsdichtung. Versuch einer neuen Deutung seiner heroischen Romane. Berlín: Akademie-Verlag, 1974
- Kommunismus ohne Wachstum? Babeuf und der »Club of Rome«. Sechs Interviews mit Freimut Duve und Briefe an ihn. Reinbek bei Hamburg: Rowohlt, 1975. (Traducción castellana: ¿Comunismo sin crecimiento? Babeuf y el club de Roma. Barcelona: Materiales, 1978. Traducción de Gustau Muñoz y Antoni Domènech.)
- Keine Schwierigkeiten mit der Wahrheit. Zur nationalkommunistischen Opposition 1956 in der DDR. Berlín: Dietz Verlag, 1993
- Nietzsche und seine Brüder. Schwedt: Kiro, 1994
- Ahnenpass. Versuch einer Autobiographie. Berlín: Schwarzkopf & Schwarzkopf, 1999
- Nicolai Hartmann. Leben, Werk, Wirkung. Würzburg: Königshausen und Neumann, 2000
- Nicolai Hartmann — Größe und Grenzen. Versuch einer marxistischen Selbstverständigung. Würzburg: Königshausen und Neumann, 2004